# Radiopiraterna
Radiopiraterna (norska: Radiopiratene) är en norsk barnfilm från 2007 regisserad av Stig Svendsen.

## Handling
Karl Jonathan Grannemann flyttar till sin pappas barndomshem i den lille staden Skjelleruten. Här blir han väl omhändertagen. Han måste ha hjälm på sig på skolgården och ha stödhjul på cykeln tills han fyller 13 år. Karl Johan är uttråkad, tills han gör en spännande upptäckt.

## Rollista
- Anders Hermann Clausen – Karl Jonathan
- Anna Dworak – Tante Claudia
- Gard B. Eidsvold – Johanes Jansen
- Per Christian Ellefsen – Advokat Mads Pelsen
- Henrik Giæver – Tjerand T. Yster
- Helene Gystad – Sisseline Gullego
- Henrik Mestad – Konrad
- Fridtjov Såheim – Pappa Grannemann
- Ane Dahl Torp – Mamma Grannemann
- Trine Wiggen – Sleiva